# Kljutschewoje (Kaliningrad, Prawdinsk)
Kljutschewoje (russisch Ключевое, deutsch Rambsen) ist ein untergegangener Ort in der russischen Oblast Kaliningrad (Gebiet Königsberg (Preußen)). Seine Ortsstelle liegt im Gebiet der heutigen Prawdinskoje gorodskoje posselenije (Stadtgemeinde Prawdinsk, deutsch Friedland (Ostpr.)) im Rajon Prawdinsk (Kreis Friedland).

## Geographische Lage
Die einstige Dorfstelle von Kljutschewoje liegt direkt im unzugänglichen Gebiet der russisch-polnischen Staatsgrenze, 15 Kilometer nordöstlich der früheren und heute in Polen gelegenen Kreisstadt Bartoszyce (deutsch Bartenstein) und sieben Kilometer südlich der heutigen Rajonshauptstadt Prawdinsk (deutsch Friedland (Ostpr.)). Frühere Verbindungswege nach Schönbruch (russisch Schirokoje, polnisch Szczurkowo) oder Klingenberg (polnisch Ostre Bardo) sind grenzpolizeilich gesperrt und auch nicht mehr vorhanden.

## Geschichte
Das kleine Gutsort Rampsin wurde vor 1414 gegründet. Vor 1820 nannte man das Dorf Rambsen. Bis 1928 war Rambsen ein eigenständiger Gutsbezirk und wurde bereits 1874 in den neu errichteten Amtsbezirk Schönbruch im ostpreußischen Kreis Friedland (ab 1927: Kreis Bartenstein) eingegliedert. Im Jahre 1910 zählte der Gutsbezirk Rambsen 67 Einwohner.
Am 1. November 1928 gab Rambsen mit dem Wohnplatz Klein Poninken (polnisch Poniki Małe) seine Eigenständigkeit auf und wurde zusammen mit den Gutsbezirken Schönbruch und Wicken (russisch Klimowka) in die Landgemeinde Schönbruch im Kreis Bartenstein eingegliedert.
In Kriegsfolge kam 1945 das nördliche Ostpreußen zur Sowjetunion. Rambsen erhielt im Jahre 1950 die russische Namensform „Kljutschewoje“. Der Ort wurde aber nicht mehr besiedelt und galt bereits lange vor 1975 als verlassen. Die Dorfstelle gehörte bis 2004 zum Domnowski selski sowjet (Dorfsowjet Domnau), danach bis 2015 zur Domnowskoje selskoje posselenije (Landgemeinde Domnau), und seither zum Rajon Prawdinsk (Munizipal-/Stadtkreis Friedland) in der Oblast Kaliningrad (Gebiet Königsberg (Preußen)) der Russischen Föderation.

## Kirche
Vor 1945 war Rambsen in die evangelische Kirche Schönbruch in der Kirchenprovinz Ostpreußen der Kirche der Altpreußischen Union, außerdem in die römisch-katholische Kirche St. Bruno in Bartenstein (polnisch Bartoszyce) im damaligen Bistum Ermland eingepfarrt. 